# Foetus in foeto

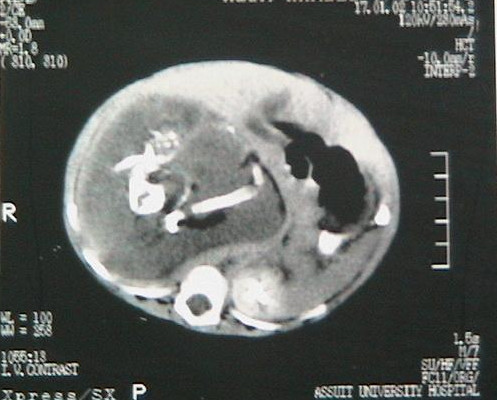
Foetus in foeto im Bauch eines zwei Monate alten Mädchens (Computertomographie)

Als foetus in foeto (lateinisch besser fetus in fetu), auch inclusio fetalis (lateinisch „der Einschluss des Fötus“) oder eingedeutscht die fetale Inklusion, wird eine Form der Doppelfehlbildung (Siamesischer Zwilling) bezeichnet, bei der ein Fötus oder mehrere Föten in den anderen einverleibt werden.

## Details und Häufigkeit
Beim Foetus in foeto entwickeln sich zunächst zwei oder mehr Föten im Mutterleib, von denen dann – anders als bei miteinander verwachsenden Siamesischen Zwillingen – ein Fötus oder mehrere Föten in den anderen einverleibt werden.
Es handelt sich um ein sehr seltenes medizinisches Phänomen. Weltweit sind weniger als hundert derartige Fälle bekannt.

## Mögliche Folgeerscheinungen

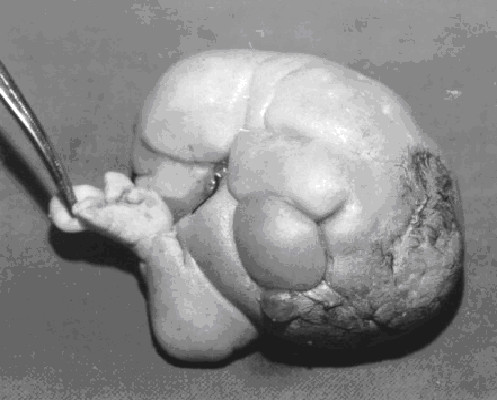
Foetus in foeto eines zwei Monate alten Mädchens nach der chirurgischen Entfernung

Gelegentlich kommt es durch bisher wenig erforschte Auslöserfaktoren (vielleicht durch Wachstumshormone oder Kanzerogene) nach Jahren oder Jahrzehnten vor, dass im überlebenden Zwilling noch erhaltene embryonale pluripotente Stammzellen beginnen, sich zu vermehren und sich unterschiedlich weit zu differenzieren, so dass im Körper des Überlebenden an untypischen Stellen – wie beispielsweise Bauchhöhle oder Schädel – auf einmal Haare, Zähne oder anderes relativ gut ausdifferenziertes Gewebe vorgefunden werden kann. Eine derartige Zellvermehrung wird entweder durch körperliche Beschwerden oder einen Zufallsbefund bei Untersuchungen aus anderem Grund (Ultraschall, Röntgenaufnahmen) zu Lebzeiten oder bei einer Obduktion nach dem Tode auffällig.

## Bekannte Fälle
Das selten auftretende Phänomen wurde beispielsweise etwa 2003 in Kasachstan, im Juni 2005 in Bangladesch und im November 2006 in Chile diagnostiziert. In den ersten beiden Fällen wurde der entwickelte und zwei Kilogramm schwere Fötus aus dem Bauch eines 7 Jahre beziehungsweise 16 Jahre alten Kindes herausoperiert. Im letzteren Fall war der zehn Zentimeter große Fötus jedoch nur unvollständig entwickelt und wurde aus dem Bauch des ansonsten gesunden Jungen operativ entfernt.
Der bisher spektakulärste Fall ereignete sich 1999 in Indien bei dem 36-jährigen Sanju Bhagat, aus dessen Bauch man einen teilweise ausdifferenzierten Menschen entfernte.
Ein weiterer Fall wurde am 15. Mai 2008 in Griechenland bekannt. Dort wurde im allgemeinen Krankenhaus der thessalischen Stadt Larisa einem neunjährigen Mädchen ein sechs Zentimeter langer Fötus aus dem Bauch operiert. Er war teilweise ausdifferenziert, mit langen Haaren, Wirbelsäule und Augen. Am 23. Februar 2016 wurde aus Hongkong über einen weiteren Fall berichtet. Ärzte hatten sich über den dicken Bauch eines Neugeborenen gewundert. Nach einer Untersuchung stellte sich heraus, dass das Neugeborene zwei weitere Föten im Bauch trug. Die beiden Föten wogen nur 9,3 und 14,2 Gramm, die Arme, Beine, Wirbelsäule und einige inneren Organe hatten sich bereits gebildet. Auch eine Nabelschnur war bereits vorhanden. Als Ursache nannte ein chinesischer Gynäkologe der Universität Hongkong eine fehlerhafte Befruchtung.

Am 20. März 2019 berichtete die Presse über einen einzigartigen Fall aus Kolumbien. Es wurde zum ersten Mal eine fetale Inklusion in utero in der 35. Schwangerschaftswoche diagnostiziert. Eine vermeintliche Leberzyste entpuppte sich bei einer sonographischen Kontrolle beim Perinatalspezialisten als Fruchthöhle mit einer am Eingeweide des Geschwisterkindes angelegten Nabelschnur und einem partiell entwickelten Embryo im Bauch des ungeborenen Kindes. Einem Kaiserschnitt in der 37. Schwangerschaftswoche folgte einen Tag später die laparoskopische Entfernung des Fötus aus dem Bauch des Neugeborenen.
Im Jahre 2022 veröffentlichten chinesische Wissenschaftler in der Zeitschrift Neurology den Bericht über die Entfernung eines im Gehirn eines einjährigen Mädchens eingeschlossenen Fötus.

## Rezeption in den Medien
Neben Berichterstattung und Dokumentarfilmen findet sich auch eine ins Fantastische extrapolierte literarische Bearbeitung des Themas in Stephen Kings Roman Stark – The Dark Half. Auch im Spielfilm L’amant double von François Ozon (Frankreich 2017) kommt das Phänomen vor. In der dritten Staffel (Folge 3) der Serie Chicago Med ist dies auch ein Thema. Ebenso kommt das Phänomen in Folge 16 der 10. Staffel sowie in Folge 10 der 13. Staffel von Grey’s Anatomy und in der Pilotfolge (Staffel 1, Folge 1) von The Night Shift vor. Auch in der fünften Folge der zweiten Staffel von South Park wird dieses Phänomen thematisiert. In der 13. Staffel Family Guy in Episode 2 geht es ebenfalls um einen verkümmerten Zwilling. Im Lauf der 8. Episode der ersten Staffel von Insatiable wird bei der Hauptprotagonistin ein verkümmerter Zwilling festgestellt, nachdem sie vorher einen positiven Schwangerschaftstest erhalten hat.
In der 7. Folge der vierten Staffel von Shameless wird auch ein solcher Fall festgestellt.
Die französische Krimiautorin Fred Vargas verwendet in ihrem Buch Sur la dalle (2023, Flammarion, Paris; deutsch 2024 als Jenseits des Grabes) einen solchen Fall.